# Purgathofer-Sternwarte

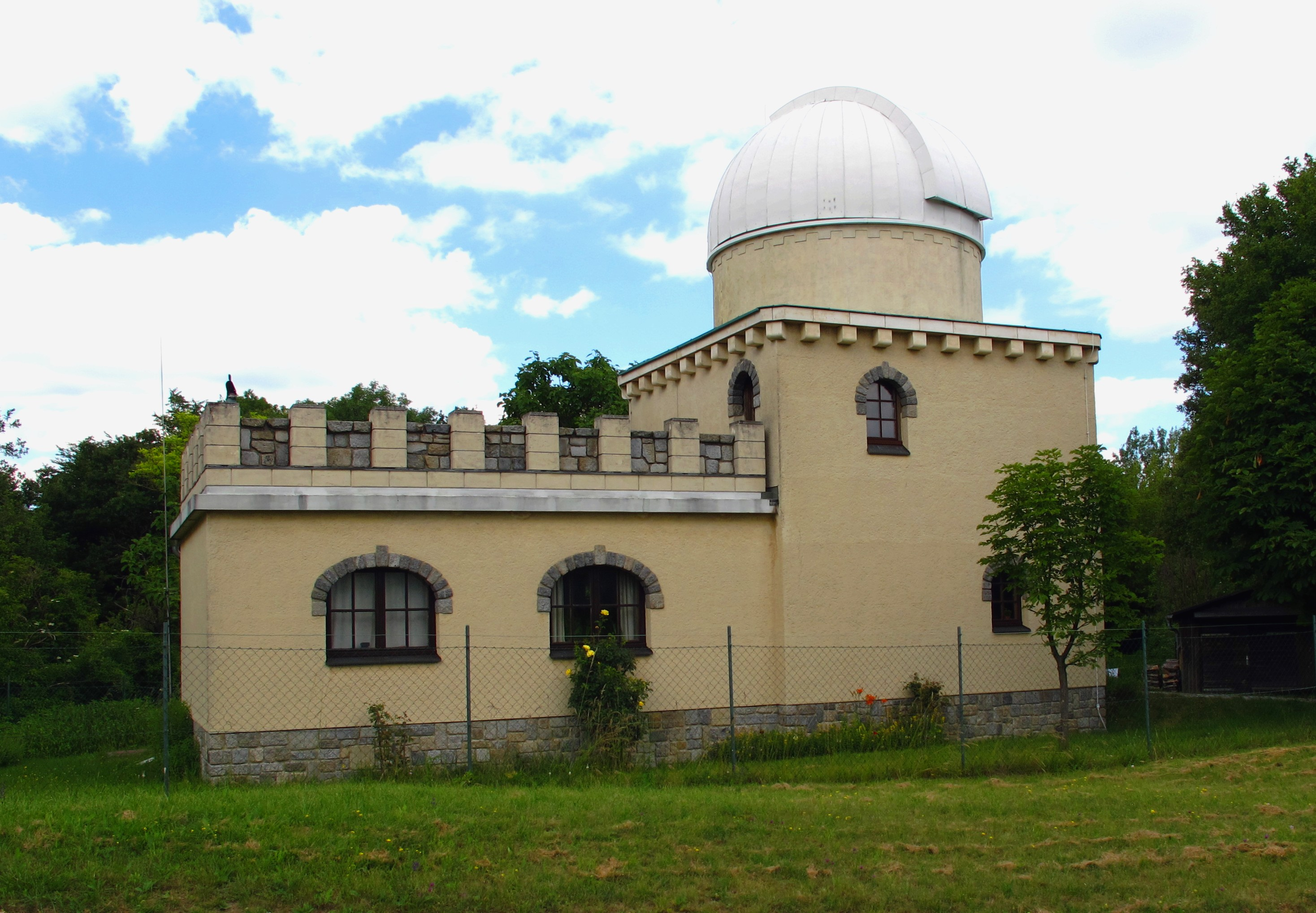
Purgathofer-Sternwarte 2014

Die Purgathofer-Sternwarte in Klosterneuburg-Kierling in Österreich ist die zweitgrößte private Sternwarte Europas. Sie liegt auf einem Hügel über den Weinbergen Klosterneuburgs und hat den IAU-Code A96.
Sie wurde in den Jahren 1982 bis 1989 von Rudolf Pressberger, dem Mechanikus der Universitätssternwarte Wien, errichtet und am 7. April 1989 von Landeshauptmann Siegfried Ludwig eröffnet. Den Namen gab der Erbauer im Gedenken an den österreichischen Astronomen Alois Purgathofer, den innovationsfreudigen Vorgesetzten Pressbergers und Planer des Leopold-Figl-Observatoriums.
Im Kuppelraum befindet sich ein großes Spiegelteleskop mit einem Hauptspiegel von 1 m Durchmesser und einer Systembrennweite von 8,80 m. Das Gewicht des Instrumentes beträgt etwa 4 t, und es wird mit einer Computersteuerung betrieben. Nicht nur das Gebäude, sondern auch das Spiegelteleskop und alle hierfür erforderlichen Apparaturen hat Rudolf Pressberger selbst angefertigt. 
Der Erbauer verstarb im Jahre 2001 plötzlich, sodass die Zukunft des Observatoriums eine Zeit lang ungewiss war. Im Jahre 2005 übernahm der Österreichische Astronomische Verein für einige Jahre die Verantwortung zur Weiterführung und wissenschaftlichen Nutzung der Sternwarte. Weil der Bau aber gleichzeitig ein Wohnhaus ist, musste sie vorübergehend stillgelegt werden.